# Härslövs kyrka
Härslövs kyrka är en kyrkobyggnad i byn Härslöv, Landskrona Kommun, Skåne.

## Kyrkobyggnaden
Kyrkan byggdes på 1100-talet i romansk stil. Under 1400-talet slogs valv, och tornet byggdes. Samtidigt byggdes två vapenhus, men de är numera rivna. År 1849–1850 gjordes en sidobyggnad i norr och 1857 en i söder.

## Interiör
Kyrkans inre är målat i olika gröna nyanser. Arkitektens tanke var att ge en vision av en bokskog om våren. Utgångspunkten har varit predikstolens gröna färger.
I absiden och på triumfbågen finns välbevarade 1100-talskalkmålningar som togs fram och konserverades i samband med en restaurering 1978.

## Inventarier
- Äldsta inventarium är predikstolen som tillkom under början av 1600-talet. Den är tillverkad av träsnidarna Statius Otto och Jacob Kremberg.
- Nuvarande altare är fristående och murat i tegel. Överst ligger en kraftig häll av gotländsk kalksten.

## Kyrkklockor
- Storklockan av malm göts 1778 av klockgjutare Abraham Wetterholtz (1739–1795), Malmö/Göteborg. Han hade sin verkstad i Göteborg men var även behjälplig i sin mor klockgjutaränkan Maria Wetterholtz (1714–1799) verkstad i Malmö.
- Lillklockan av malm är gjuten 1825 av klockgjutare Samuel Christopher Grönwall i Stockholm.

## Orgel
- 1857 byggde Sven Fogelberg, Lund en orgel med 10 stämmor.
- Den nuvarande orgeln är byggd 1937 av Th Frobenius & Co, Lyngby, Danmark och är en pneumatisk orgel. Orgeln har fria och fasta kombinationer.

| Huvudverk I   | Svällverk II      | Pedal        | Koppel  |
| Principal 8´  | Rörflöjt 8´       | Subbas 16´   | I/P     |
| Gedackt 8'    | Salicional 8'     | Principal 8' | II/P    |
| Fugara 8'     | Principal 4'      | Rörflöjt 8'  | II/I    |
| Oktava 4'     | Nachthorn 4'      | Oktava 4'    | II 4'/P |
| Täckflöjt 4'  | Gemshorn 2'       |              |         |
| Quint 2 2/3'  | Quint 1 1/3'      |              |         |
| Oktava 2'     | Cymbel 3 chor     |              |         |
| Mixtur 5 chor | Trumpet 8'        |              |         |
|               | Crescendosvällare |              |         |

## Övrigt
Anni-Frid Lyngstads tidigare make Ruzzo Reuss är begravd i Härslöv. Hans begravningsgudstjänst hölls i kyrkan.
Distriktspräst sedan 2010 är Per Johansson.
Samverkan sker med Härslövs IK inom nationella fotbollsprojektet http://www.svenskakyrkan.se/default.aspx?id=735380